# Toxorhynchites cavalierii
Toxorhynchites cavalierii är en tvåvingeart som beskrevs av Mauricio Garcia och Casal 1967. Toxorhynchites cavalierii ingår i släktet Toxorhynchites och familjen stickmyggor. Inga underarter finns listade i Catalogue of Life.